# Sarıoğlan
Sarıoğlan là một huyện thuộc tỉnh Kayseri, Thổ Nhĩ Kỳ. Huyện có diện tích 616 km² và dân số thời điểm năm 2007 là 17491 người, mật độ 28 người/km².